# Megachile ulrica
Megachile ulrica är en biart som beskrevs av Nurse 1901. Megachile ulrica ingår i släktet tapetserarbin, och familjen buksamlarbin. Inga underarter finns listade i Catalogue of Life.